# Kille

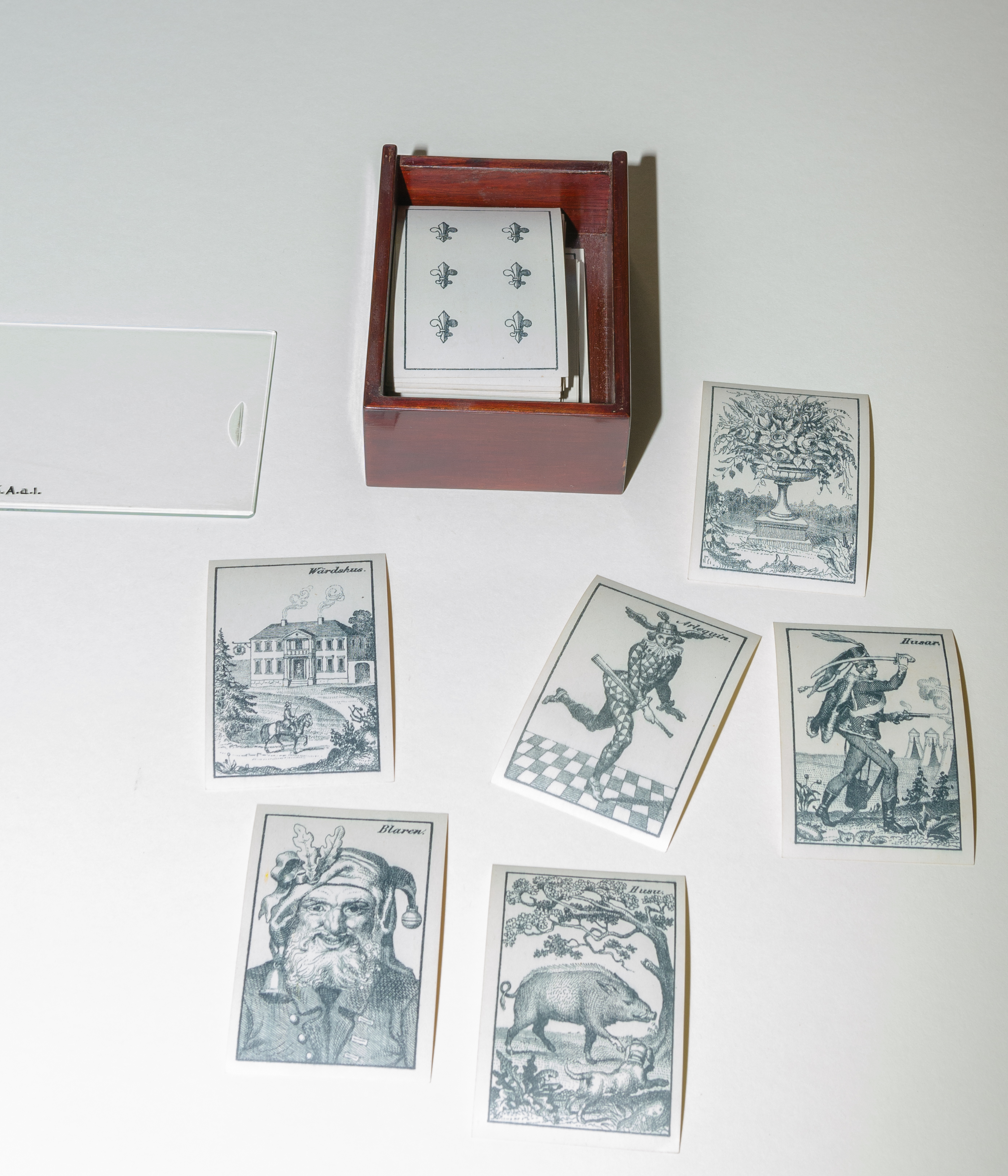
Killekortlek från Hallwylska museets samlingar tillverkad 1897 i Stockholm av A Boman. Längst ned Blarre och Husu.

Kille (uttalas /ɕɪlːɛ/ eller /kɪlːɛ/), även känt som cambio, campio, kambio och kamfio, är ett spel som spelas med speciella spelkort med anor från det medeltida franska hasardspelet Coucou. I Sverige hade spelet som kortspel sin storhetstid under 1750-talet men det är ett av de äldsta fortfarande spelade kortspelen.

## Historia
Kille har sina rötter i hasardkortspelet Coucou som uppfanns i Frankrike runt 1500. I slutet av 1600-talet framställde en italiensk tillverkare en kortlek anpassad för spelet. Kortspelet fick namnet cuccú efter det högsta kortet, i leken. Cuccú hade 38 kort, två sviter med 19 kort i varje. Elva av korten i varje svit var nummerkort, numrerade 0-10. De övriga korten var motivkort, där Spannen och Gycklarmasken rankades lägre än nummersviten. Fem av korten rankades högre; Värdshuset, Katten, Hästen, Vaktsoldaten och Göken. Det nittonde kortet, Harlekin, stod utanför rangordningen och dess värde avgjordes av det spel som spelades och kunde variera i samma spel.
Kortspelet Cuccú spreds norrut över Europa och blev i Sydtyskland, Österrike och Schweiz känt under namnen Hexenspiel och Vogelkarten, ungefär häxspelet och fågelkorten.
Kortspelet förändrades något på sin vandring genom Europa, också gällande spelkortens motiv. Spelet omnämndes i Sverige som campio första gången 1741 i ett domstolsprotokoll. Campio var en förvrängning av cambio, eller camfio, vilket var det namn som började användas i Sverige. De äldsta bevarade campiokortlekarna har samma motiv som dagens killekort. Kortspelets nummerkort och figurer hade ändrats så att kortleken bestod av 42 kort, i två serier. Nummerkorten var 12, och numrerade 1-12. Det blev tre kort med lägre värden än nummerkorten; nummerkortet noll blev motivkortet Kransen, Spannen blev Blompottan och Gycklarmasken blev Blaren, ofta avbildad med en mask. Korten med högre värden än nummerserien var, i stigande ordning: Värdshus, Kavall, Husu, Husar, Cucu och Harlekin.
Namnet Kille är dokumenterat första gången 1833, tryckt på spelkortet Harlekin, i en kortlek från Gefle fabrik. Äldsta kända dokumenterade användningen av Kille om spelet är från Sophie von Knorrings debutroman Cousinerna från 1834,  och var det allmänt använda från 1850-talet. Kille är förmodligen en slangartad förvrängning av Harlekin som nu var det högst rankade kortet, men ändå hade kvar sin särställning i en del spel.

## Kortleken
Killeleken består av 42 kort. Det finns ingen färg i kille men två kort av varje valör. Motiven till korten kommer huvudsakligen från den italienska Cuccú-leken. Valet av motiv och rangordningen har med all säkerhet haft en kulturell förankring när spelet skapades och motiv förändrades, men denna har sedan fallit i glömska. Rangordningen är arrangerad från högsta till lägsta:
- Harlekin, även kallad Killen. Fanns utanför rangordningen i Cuccú-leken. Förlagan är förmodligen Narren, som finns i till exempel Tarot-kortleken.
- Kuku, även kallad Gök. Kuku kommer från spelets ursprungsnamnet, och har av ljudmässiga skäl ibland kopplats till ordet cocu, ungefär hanrej, en nedsättande term för en bedragen man. Det kan motsägas av att kortet hade högst värde i kortleken.
- Husar, även kallad Husse, motsvaras av Vaktsoldaten i Cuccú-leken.
- Husu, även kallad Svin eller Gris. I Cuccú-leken morsvardes det av Katten och orsaken till bytet av motiv är okänt. Namnet kan komma från det tyska utropet "Hui sai!", som använes vid vildsvinsjakt.
- Kavall, var ursprungligen en häst, men motivet har bytts till en riddare. Kanske efter påverkan från Tarotleken, eller av annorlunda ordalydelse.
- Värdshus, fanns i Cuccú-leken.
- Nummerkort, 12, 11.., 2, 1, normalt med en fransk lilja för varje ental i valören: 12, 11, 10...3, 2 ,1.
- Kransen, en rund blomsterkrans som är en stilisering av det blanka nummerkortet, som hade värdet noll.
- Blompottan, även kallad Pottan eller Blomkrukan motsvaras av Spannen i Cuccú-leken.
- Blaren, även kallad Blarre. Motsvaras av Gycklarmasken i Cuccú-leken. Kan vara ett lånord från Pommern, där Sverige hade besittningar. Det har stora likheter med blazen och blazon, från tjeckiskan respektive slovakiskan, som betyder narr och dumbom.

## Kulturpåverkan
Killespelet har satt avtryck i det svenska språket. Till exempel kommer uttrycken Svinhugg går igen, om en elakhet som slår tillbaka på utföraren, och gå värdshus förbi, om en chans som gått förlorad, från spelet byteskille. 
Killespelet har också letat sig in i den svenska litteraturen. Carl Michael Bellmans Fredmans Testamente nummer 181, Kambiospelet, handlar om en spelares förtvivlan under ett parti:
Hej, gutår, och kambio! 
Granne, marsch ur potten! 
Blaren, den hundsvotten — 
Kambio . . . och kuku står. 
Jag ser skorsten ryka: 
Värdshus måste stryka...
Falstaff, fakir rimmade i ABC för bokstaven P:
Proletären gärna ville
dricka punsch och spela kille

## Enkortskille (byteskille)
Enkortskille, även kallat byteskille, är det traditionella hasardspelet med killekort och spelas om pengar, med 3 till 12 deltagare.
Inför varje giv lägger varje spelare en lika stor insats i potten. Given delar ut ett kort till varje deltagare som får byta med grannen enligt nedan. Det gäller att inte ha lägst kort efter att alla byten genomförts eller försökt göras. Den som har lägst kort förlorar spelet, men det finns andra sätt att åka ut innan det utretts vem som sitter på lägsta kortet. 
Ett byte görs med den som sitter till vänster, det kallas att sticka. Önskas inget byte bli gjort säger den som är i tur att byta att den är nöjd och daskar i bordet. Med några undantag görs bytet med kortet dolt. Vad som händer vid ett bytesförsök avgörs av den tänkta mottagarens kort:
- Kuku: Har spelaren en Kuku är omgången över och alla måste visa sina kort. Den som sitter på Kukun säger då "Emot Kuku ingen byta får", "Kuku står" eller "Den flög upp, duvan".
- Husar: Vid byte till en Husar svarar kortinnehavaren "Husar ger hugg". Den bytande spelaren är genast utslagen, "död".
- Husu: Kortinnehavaren med en Husu säger "Svinhugg går igen" och bytet genomförs inte. Dessutom hävs samtliga byten med det inblandade kortet, om det varit sådana, så att det åter hamnar hos den som hade det först. Den sistnämnda spelaren är utslagen.
- Kavall och Värdshus: Den som sitter med Kavall eller Värdshus säger "Kavall förbi" respektive "Värdshus förbi" och bytaren måste vända sig till den som sitter efter.

Övrigt:
- Gå i lek: Given som sitter som sista person kan välja att byta med resterande kort. Det får även en spelare göra som velat byta med given och denna haft Kavall eller Värdshus. Är det Kavall eller Värdshus i leken blir det inget byte.
- Kort som avslöjats vid ett byte visas och ligger sedan synligt framför spelaren under resten av given.
- Harlekinkort som byts hanteras öppet. Om ett Harlekinkort fås i given eller byts från leken är det högsta kortet. Fås det i ett byte är det det lägsta kortet. Ett Harlekinkort som stöter på Husukort går tillbaks till den som hade det först. Det har då, för den spelaren, gått från att vara högsta till lägsta kort.

När det blir visning, antingen för att alla byten gjorts, eller för att en spelare stött på en Kuku, åker den eller de med lägst kort ut tillsammans med de som dödats under spelet. Det går att köpa sig in igen, men bara tre gånger: Första gången för en insats, andra gången för halv pott och sista för hel pott.
När två spelare återstår blir det omgiv om en fått Harlekin, visning om en fått Kuku och förlust om någon försöker byta med Husu eller Husar.

## Andra spel med killekortleken
- Femkortskille, även kallat knack-kille, med varianter som auktionskille och pokerkille.
- Krypkille, med varianter som smygkille och ålandskille.